# Gare de Røstad
La gare de Røstad (HiNT) est une halte ferroviaire de la Nordlandsbanen, située dans la commune de Levanger dans le comté et région de Trøndelag.

## Situation ferroviaire
La gare se situe à 85,18 km de Trondheim.

## Histoire
La gare fut mise en service en 2001 pour desservir l'École supérieure du Nord-Trøndelag et l'Autorité norvégienne de sécurité des aliments. 

## Service des voyageurs

### Accueil
Il y a un parc à vélo et une aubette sur le quai. 

### Desserte
La gare est desservie par la ligne locale (appelée  Trønderbanen) reliant Lerkendal à Steinkjer. 

## Ligne du Nordland
| Origine   | Arrêt précédent | Train | Train         | Train | Arrêt suivant | Destination |
| --------- | --------------- | ----- | ------------- | ----- | ------------- | ----------- |
| Trondheim | Levanger        |       | [Non indiqué] |       | Bergsgrav     | Bodø        |